# 마르더 3
139/8번 특수목적차량 마르더 3(독일어: Marder Ⅲ, Sd.Kfz. 139/8)는 38(t) 전차를 차대로 삼아 만든 제2차 세계대전 나치 독일의 구축 전차 시리즈이다. 또한, 독일어로 "마르더"(Marder)는 "담비"를 의미하며, 마르더 3는 1942년부터 1944년까지 생산하면서 제2차 세계 대전이 끝날때까지 모든 전선에서 활약했다.

## 역사
독일의 소련 침공 바르바로사 작전이 시작된 1941년 여름부터 독일 국방군(Wehrmacht)은 강력한 구축전차의 필요성을 느끼게 되었다. 당시 독일의 37mm 대전차포 Pak 36 혹은 1호 대전차자주포(Panzerjäger I)로서는 새로운 소련 탱크 T-34와 KV-1의 장갑을 꿰뚫 수 없었던 것이다. 당시의 주력전차였던 3호 전차는 37mm 포나 50mm 42구경장 포를 탑재하고 있었는데, T-34를 격파하기에는 무리였다. 1941년 12월에는 길어진 50mm 60구경장 포를 3호 전차 J형에 탑재할 수 있었음에도 불구하고 T-34 격파는 여전히 쉽지 않았다. 따라서, 과거에 러시아의 전차 생산능력을 얕보고 불필요하다고 판단되어서 개발이 일시 중지되었던 중(重)전차 티거의 생산과 3호전차를 대신할 새로운 중(中)전차 판터의 개발, 75mm 대전차포의 개발 등을 서둘렀으나 시간이 걸릴 것이 당연했기에 일단 T-34를 격파할 수 있는 임시적인 방편이 절실하게 필요했다.
침공당시 독일군은 소련제 76.2mm F-22 모델 1936 사단 야전포를 수 천 문을 노획하게 되었는데, 당시의 독일 포와 비교했을 때 월등한 관통력을 가지고 있었기에, 포획한 프랑스 차량 로렌 37L 트랙터(마르더 1), 이미 전차로서는 의미를 상실한 구식 독일 2호 전차에 7.5cm Pak40  대전차포 탑재(마르더 2), 체코에서 생산된 38(t)(마르더 3)에 탑재시켜서 임시적인 대전차부대를 편성할 것을 결정하였고 그 결과 마르더 시리즈가 탄생하였다.
초기에는 소련제 76.2mm F-22 모델 1936 사단야전포에 독일제 75mm탄을 쓸 수 있도록 포미를 개조해서 장착했고, 후기 마르더 3 M형부터는 독일에서 생산하기 시작한 75mm Pak 40/3 대전차포를 장비했다. 모든 마르더 시리즈는 원래 대형 포를 장착할 수 없었던 작은 차체에 상부를 개방시킨 후, 포탑대신 대형 포를 탑재시킨 형식이기 때문에 적의 탱크와 1:1로 싸울 수 있는 구축전차라는 의미보다, 단순히 대전차포를 싣고 달릴 수 있도록 자주(自走)화시킨 개념이 크다. 작은 차대로 인해 무게와 공간의 압박으로 마르더 시리즈는 적군의 포탄을 막아낼만한 충분한 장갑을 탑재할 수가 없었기 때문이다. 빈약한 장갑은 단순히 파편이나 탄환으로부터 승무원을 보호하기 위해서 전면과 측면에만 존재했다. 모든 마르더 시리즈는 상부가 개방되어 있었기 때문에 비와 눈을 막을 방법이 없었지만, 마르더 3 H형에서는 캔버스 지붕이 지급되어 텐트처럼 써서 러시아의 비와 눈을 막을 수 있도록 했다.
소련 침공에서는 3호 돌격포가 T-34전차를 막아내는 경우가 잦았다. 3호 전차의 30mm 장갑 (후에 60mm 로 증가)에 비해서 3호 돌격포는 두터운 50mm 장갑 (후에 80mm 로 증가)을 가지고 있었기 때문이다. 또한 1942년 5월부터는 3호 돌격포에 75mm 43구경장 포를 탑재하게 되면서 (3호돌격포 F형)3호 돌격포가 적의 탱크와 1:1로 싸울 수 있는 진정한 의미로서의 구축전차로 등장하게 되었고, 마르더 시리즈는 보조역할을 맡게 되었다. 보조역할로 밀려남에도 불구하고 기계적으로 우수한 38(t)의 차대에 충분한 장갑을 씌우려는 노력은 계속되었고, 결국 38(t)전차의 차대의 측면을 옆으로 15도 정도 벌려서 75mm 48구경장 대전차 포를 차내에 탑재시키고 경사장갑을 채택한 헤처가 1944년 초부터는 생산되기 시작하였다. 이미 이때부터는 헤처와 함께 3호 돌격포, 4호 돌격포, 4호 구축전차, 페르디난트/엘레판트, 야크트판터와 야크트티거등 본격적인 구축전차가 대전차 임무를 차지하게 되면서 빈약한 장갑을 갖춘 마르더 시리즈는 생산을 중단하게 되었지만 생산된 마르더 시리즈는 전쟁이 끝날 때까지 계속 사용되었다.

## 개발

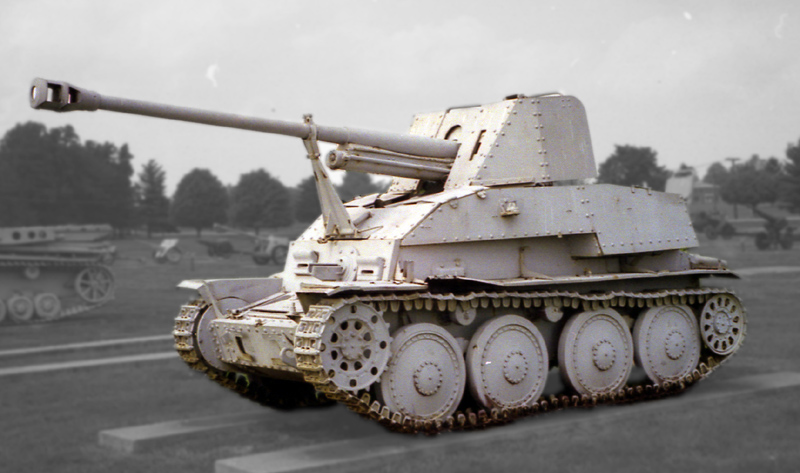
애버딘에 있는 미군 무기 박물관에 전시된 139번형 마르더 3

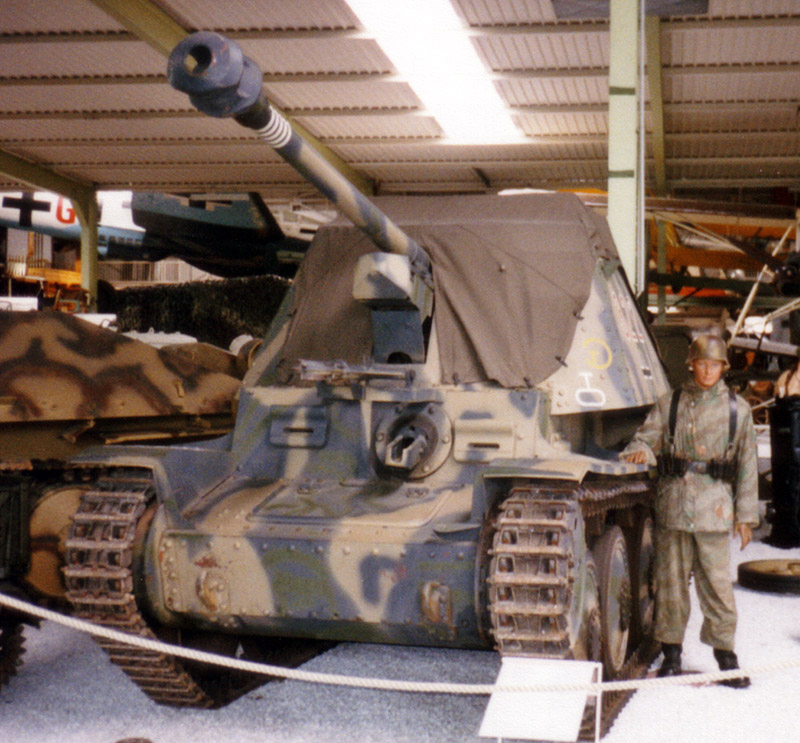
독일 진스하임 자동차&테크놀러지 박물관에 전시된 138번형 마르더 3 H형

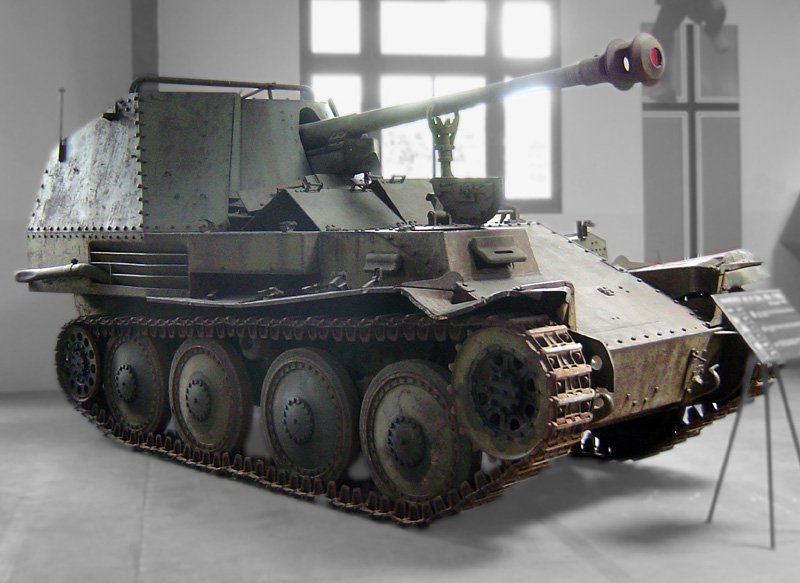
프랑스 소뮈르 군사 박물관에 전시된 마르더 3 M형

### 138번 특수목적차량 마르더 3
소련의 강력한 T-34전차의 등장으로, 1942년 초 38(t) 전차는 전차로서의 제 기능을 상실하고 퇴역하게 되었다. 그러나 이 전차의 차대는 기계적으로 매우 뛰어났기 때문에, 대전차 자주포의 차대로 성능이 기대되었다. 대량 노획된 소련제 76.2mm 사단지원포는 마르더 1과 마르더 2 제작에 쓰이고도 많은 양이 남았고, 이 대전차포가 38(t)의 차체와 결합되게 되었다.
기존 전차의 포탑과 상부 구조물들이 제거되고, 그 위에 새로운 상부 구조물이 차대에 볼트로 고정되었다. 38t의 차대는 전면장갑이 50mm이 최대였고, 얇은 부분은 10mm 에 불과했고, 76.2mm 대전차포를 감싸는 상부 구조물 역시 상부와 후방 개방형의 얇은 장갑으로 구성되었다. 마르더는 가벼운 경전차의 차대에 무거운 대전차포를 탑재했기 때문에 두터운 장갑을 탑재할 수 없다는 단점이 있었다. 따라서, 적의 포탄을 막아내면서 공격할 수 있는 진정한 의미의 구축전차의 역할은 맡을 수 없었지만, 진흙과 눈의 나라인 러시아에 무한궤도에 실린 대전차 포를 자유로이 배치할 수 있었기에 경제적인 대전차 자주포 역할을 맡게 되었다. 역시 같은 이유로 대전차포를 탑재하고 대전차 역할을 떠맡게 된 3호 돌격포와 함께 1942년부터 판터전차가 등장하는 1943년까지 임시적으로 T-34를 막아낼 수 있는 몇 안되는 대전차 자주포로 활약을 하고, 1944년부터는 헤처 구축전차로 변신하여 진정한 의미의 구축전차로 활약하게 된다. 마르더는 상부 구조물 때문에 전차의 차고는 비교적 높았으며, 이는 적이 조준하기 쉬워진다는 단점으로 작용하게 되었다.
대전차포 자체는 독일제 표준 75mm 포탄을 사용하는 7.62cm Pak 36(r)를 쓸 수 있도록 개조되었다. 마르더 3는 30발의 포탄을 적재하였으며, 차대 전면에 7.92 mm 기관총을 별도로 장비하였다.
이 대전차 자주포는 Panzerjäger 38(t) für 7.62 cm PaK 36(r), Sd.Kfz. 139. A라는 명칭을 부여받고 1942년 4월부터 1943년까지 합계 363대가 생산되었다.

### 138번 특수목적차량 마르더 3 H형
2번째로 개발된 마르더 3는 38(t) H형의 차대에 표준 독일제 75mm PaK 40 대전차포를 장비한 것이었다. 이 차대는 원래 포탑이 실렸던 중앙부분을 커버하지 않고 열어서 그자리에 대전차포를 낮추어서 탑재함으로써 차체의 높이를 어느정도 낮출 수 있었다. 이전의 마르더에서는 승무원들이 후방의 엔진위에서 싸웠지만, H형부터는 전투실이 차체 중앙부에 위치하였고, 상부구조물의 무게가 줄어든 만큼 승무원을 파편으로부터 보호하는 장갑판이 넓어졌다. 38발의 포탄을 적재하였고, 주포와 별도로 체코제 7.92mm 기관총을 장비하였다. 이 모델은 7.5cm PaK40/3 auf Panzerkampfwagen 38(t) Ausf. H (Sd Kfz 138)의 명칭을 부여받고 1942년 11월부터 1943년 4월까지 243대가 생산되었고, 이후 퇴역한 38(t)의 차대를 개조하여 1943년 내에 175 대가 추가 생산되었다.

### 138번 특수목적차량 마르더 3 M형
마르더 3의 마지막 모델은 같은 독일제 75mm L/48 Pak40/3대전차포에, 엔진이 차대 중앙으로 옮겨졌다는 의미에서 중앙(Mitte)을 의미하는 "M"을 써서 이전의 마르더 3와 분간했다. 마르더의 변형은 기계적인 변형보다는 승무원의 생존률을 높이기 위한 변형이라고 볼 수 있다. 승무원들은 초기형에서 엔진위에 서서 싸워야 했던 것이, 중기의 H형에서는 원래 포탑이 있었던 중앙부로 옮겨져서 승무우원배치가 조금 더 낮추어졌었고, 최후의 M형에서는 승무원들이 엔진이 있었던 자리에 내려서서 전투를 할 수 있었기에 승무원의 전투배치는 더욱 더 낮아졌을 뿐만아니라, 전방의 적 전차의 포탄과 승무원 사이에 엔진을 배치해, 생존률이 조금이라도 높아졌다. 또한, 이전의 마르더 3와 다르게 M형은 후방에도 장갑판이 있어서 승무원을 파편으로부터 보호했지만, 상부는 여전히 개방된 상태 그대로였다. 이 모델은 27발의 포탄을 적재하였고, 중앙의 전투실에 엔진이 들어섰기 때문에 전면에 고정 장착되었던 기관총은 없어지고, 승무원들이 MG-34 또는 MG-42 기관총을 대인병기로 따로 싣고 다녔다. 이 모델은 전체 마르더 3중 가장 많은 생산이 이루어져서 1943년부터 1944년 초까지 975대가 생산되었으며, 정식 명칭은 Sd.Kfz.138, Panzerjager 38(t) mit 7.5cm PaK40/3 Ausf. M이었다.

## 전투 역사

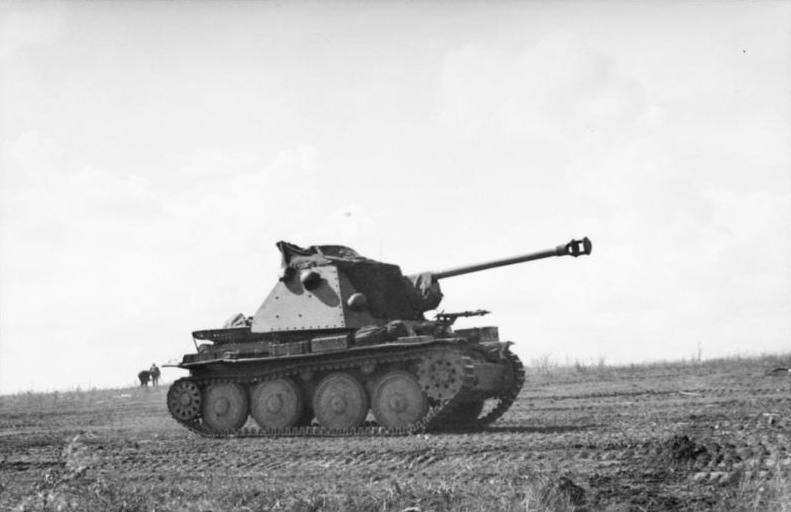
동부 전선에서 마르더 3 H형.

다양한 마르더 3들이 전체 전선에서 활약하였고, Sd.Kfz. 139의 경우 대부분 동부 전선, 일부는 튀니지(Tunisia)에 배치되었다. 1945년 2월까지도 약 350대의 M형이 일선에서 활약하였다. 마르더 3는 독일 국방군과 무장친위대 소속 전차사단 내 대전차 부문에서 주로 사용되었으며, 일부는 헤르만 괴링 사단(Herman Goring division)과 같은 루프트바페 사단에도 배치되었다.
마르더의 차대는 체코제의 38(t) 전차 차대를 사용하여 기계적 신뢰성이 매우 높았으며 화력은 장거리에서 대부분의 경전차와 중전차를 격파하기에 충분한 것이었지만, 마르더 1과 2에서 지적된 수비의 약점들은 거의 그대로 계승되었다.
마르더 3의 마지막형인 M형에서도 상부 장갑은 20mm 포도 막을 수 있을 정도도 되지 않았고, 하부 차체의 전면 장갑도 30-50mm로 일반적인 접전거리에서 T-34의 직격탄을 막기에는 역부족이었다. 공격력과 기동력은 높았으나 방어력은 경전차 수준이었고, 개방식 구조라 진정한 의미의 구축전차 혹은 전차사냥군(Panzerjager)라고 부르기는 힘들었다. 42년 여름부터는 마르더 3 H형과 동등한 75mm/43 대전차포를 탑재한 3호 돌격포 F형이 나타나 소련의 전차와 격전을 벌일 수 있는 진정한 구축전차로 등장하게 된다. 또한 43년 여름에는 이미 5호 팬터전차가 생산되기 시작했고, 엘레판트 구축전차도 생산되었을 뿐만 아니라, 44년부터는 T-34의 포탄을 일반 접전거리에서 받아낼수 있는 헤처 구축전차가 마르더와 동일한 38(t)의 샤시를 개조해서 개발되었기에 마르더 3의 생산에는 더 이상 의미가 없어지게 되었다. 하지만, 독일의 대전차전 능력이 절실하게 필요했던 42년 43년 당시에 T34전차를 막기에 요긴하게 쓰였고, 45년 종전까지도 전선에서 싸웠던 중요한 병기이다.